# Idalus quadratus
Idalus quadratus là một loài bướm đêm thuộc phân họ Arctiinae, họ Erebidae.